# Reconnaissance au Maroc

Reconnaissance au Maroc est le journal de route du voyage entrepris par Charles de Foucauld au Maroc en 1883-1884.
Durant douze mois, l'ancien militaire parcourt le Maroc, muni d'un « cahier de cinq centimètres carrés » et d'un « crayon long de deux centimètres ». En vue de recueillir les renseignements qui l'intéressaient, sans éveiller les soupçons, le jeune explorateur s'était déguisé en rabbin. L'ouvrage est ensuite rédigé au cours de l'année 1885, soit l'année qui précède sa conversion religieuse. Il a été édité à Paris en 1888.
La réussite de ce voyage est due en partie à l'aide de Mardochée Aby Serour, un rabbin voyageur, qui n'en a tiré pratiquement aucune reconnaissance.
Écrit dans un style très sobre, ce journal est une mine d'informations ethnologiques, géographiques, linguistiques et historiques. Cet ouvrage vaudra à Charles de Foucauld la médaille d'or de la Société de géographie de Paris. 
Ce journal est réputé avoir été d'une grande utilité pour la conquête du Maroc et l'établissement du protectorat français.
Il offrit à son ami Henri Duveyrier trois carnets contenant 131 esquisses à la mine de plomb, en témoignage d'amitié. 